# ヒメキンミズヒキ
ヒメキンミズヒキ（姫金水引、学名：Agrimonia nipponica）は、バラ科キンミズヒキ属の多年草。

## 特徴
地下の根茎は貧弱である。茎は細く、直立し、ふつう高さは30-50cmになり、80cmに達するものもある。まばらに分枝し、枝も細く、全体に毛が生える。葉は互生し、茎の下部に集まる傾向があり、中部および上部にはまばらにつき、奇数羽状複葉で3-5個、まれに7個の小葉からなる。小葉は薄く草質、楕円形から倒卵形で、先端はあまりがとがらず円形または鈍形で、縁には円みのある粗い鋸歯がある。葉の裏面には不明瞭な白色の腺点がある。托葉があり、葉柄の基部に合着する。
花期は8-10月。花穂は細く茎先に総状花序を作り、小さい花をまばらにつける。1個の苞と2個の小苞がある。萼筒は倒円錐形で、萼片は5個。花の径は5-7mm、花弁は黄色で5個あり、長楕円形で、長さ3-4mm、幅1-1.2mmになる。雄蕊は5-8個ある。果時の花床筒は長さ3-4mm、径2-3mm、上縁に副萼片が変化したものといわれる、長さ約2mmの鉤状の刺が少数あり、先は内側に湾曲する。果実は動物体に付着して運ばれ、種子が散布される。

## 分布と生育環境
日本では、北海道（南部・西部）、本州、四国、九州、屋久島に分布し、山地、丘陵地の林下や渓側の沢筋などに生育する。国外では、朝鮮半島南部、中国大陸中南部に分布する。

## 分類
キンミズヒキ属の種は日本に3種ある。本種は葉先がとがらず、花穂は細く、花はまばらにつき、花弁は狭く、雄蕊は5-8個ある。一方、低地や山地にふつうに見られるキンミズヒキ Agrimonia pilosa var. japonica は、葉先がとがり、花穂は太く、花はやや密につき、花弁は広く、雄蕊は8-14個ある。また、国の絶滅危惧種で、山地や高原にまれに見られるチョウセンキンミズヒキ A. coreana は、小葉と托葉が大きく、花穂は細く、花は大きくまばらにつき、花弁は広く、雄蕊は10-30個ある。

## ギャラリー
- 花穂は細くまばらにつく。花弁は狭く、雄蕊は5-8個ある。
- 奇数羽状複葉の葉は茎の下部に集まってつき、葉の先はとがらない。
- キンミズヒキの葉。葉の先はとがる。